# دودمان یان (آن-شی)
یان (چینی: 燕; پین‌یین: Yān) همچنین شناخته شده با نام یان بزرگ (چینی: 大燕; پین‌یین: Dà Yān) در سال ۷۵۶ توسط ژنرال سابق سلسله تانگ، ان لوشان تأسیس شد. پس از شورش ان لوشان علیه امپراتور شوان زونگ اول در سال ۷۵۵ او توانست یان را تأسیس کند. دولت یان در سال ۷۶۳، با مرگ یکی از فرماندهان سابق ان لوشان از بین رفت. پسر شی شیمینگ، شی چائویی آخرین فردی بود که ادعای امپراتوری یان را کرد.

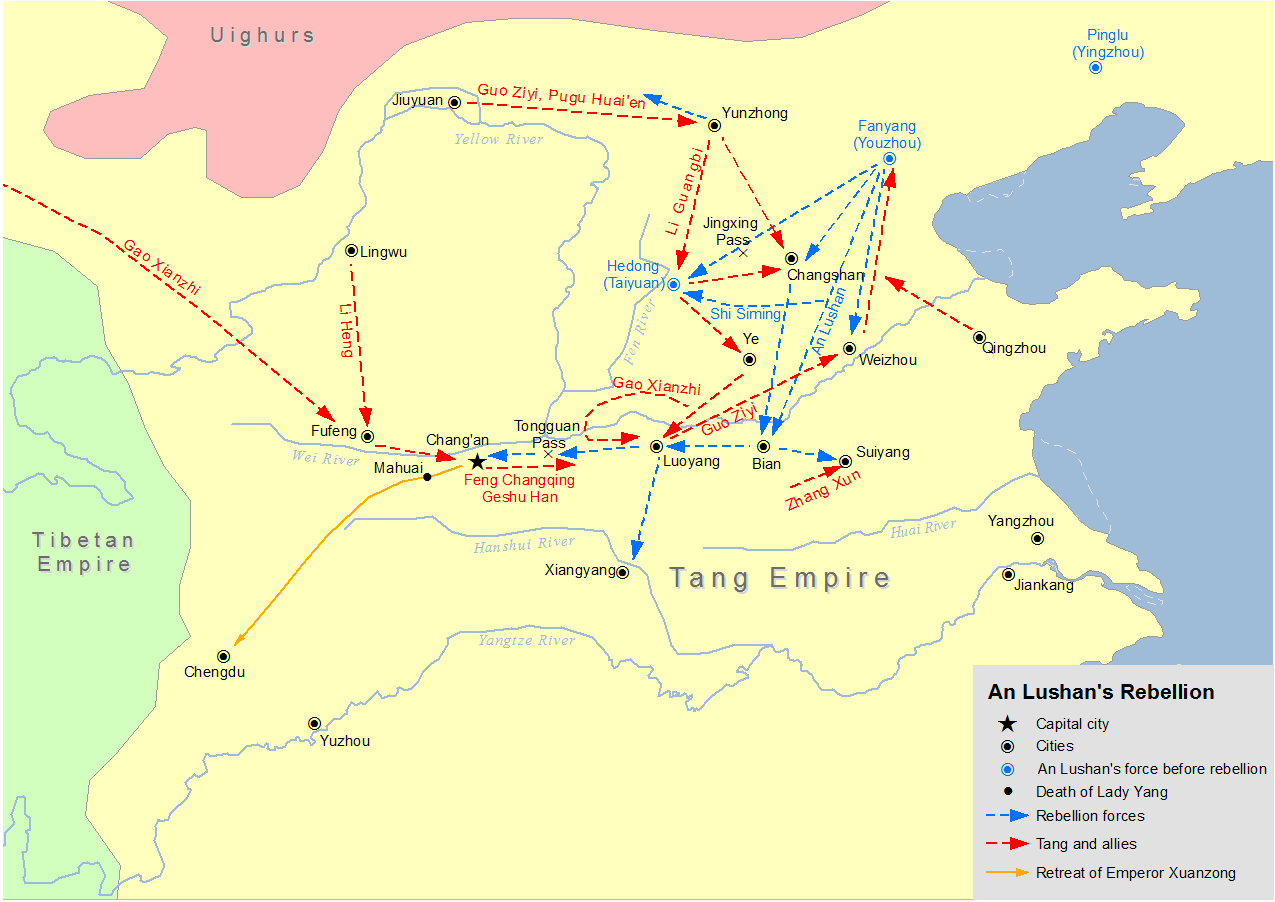
نقشه شورش ان لوشان را نشان می‌دهد.

## حاکمان یان
| نام معبدی                                     | نام پسامرگ | نام شخصی  | مدت سلطنت | نام دوره ای                                                   |
| --------------------------------------------- | ---------- | --------- | --------- | ------------------------------------------------------------- |
| چینی کنوانسیون: استفاده از نام خانوادگی و نام |            |           |           |                                                               |
| ندارد                                         | La(剌 là)  | ان لوشان  | ۷۵۶–۷۵۷   | Shengwu (聖武 Shèngwǔ)                                        |
| ندارد                                         | ندارد      | آن چینگشو | ۷۵۷–۷۵۹   | Tiancheng (天成 Tiānchéng)                                    |
| ندارد                                         | ندارد      | شی شیمینگ | ۷۵۹–۷۶۱   | Shuntian (順天 Shùntiān) 759-761 Yingtian (應天 Yìngtiān) 761 |
| ندارد                                         | ندارد      | شی چائویی | ۷۶۱–۷۶۳   | Xiansheng (顯聖 Xiǎnshèng)                                    |